# Ryom Verzeichnis
|  | Aquest article tracta sobre el catàleg d'obres d'A. Vivaldi. Ryom redirigeix aquí. Si cerqueu el musicòleg que en fou l'autor, vegeu Peter Ryom. |

El Ryom Verzeichnis (RV) o Catàleg Ryom és un catàleg temàtic, concretament de música clàssica, que recull de forma sistemàtica l'obra d'Antonio Vivaldi. Va ser elaborat pel musicòleg danès Peter Ryom, qui li dona nom.. Es va publicar l'any 1973. Permet la identificació de cada obra per un número, que va precedit de les inicials RV.
És un dels pocs catàlegs de música clàssica que no segueixen l'ordre cronològic. Els criteris que utilitza són el tipus de música, el tipus d'instruments o el seu nombre i altres similars. La classificació resultant és:
- Música instrumental RV 1-585
  - Sonates per a violí i baix continu (RV 1-37)
  - Sonates per a violoncel i baix continu (RV 38-47)
  - Altres sonates per a un sol instrument (RV 48-59)
  - Sonates per a dos violins i baix continu (RV 60-79)
  - Altres sonates per a dos instruments (RV 80-86)
  - Concerts sense orquestra (RV 87-108)
  - Concerts i simfonies per a orquestra de corda (RV 109-168)
  - Concerts per a violí, orquestra de corda i baix continu (RV 170-391)
  - Concerts per a viola d'amore, orquestra de corda i baix continu (RV 392-397)
  - Concerts per a violoncel, orquestra de corda i baix continu (RV 398-424)
  - Concert per a mandolina i orquestra de corda (RV 425)
  - Concerts per a flauta travessera i orquestra de corda (RV 426-440)
  - Concerts per a flauta de bec, orquestra de corda i baix continu (RV 441-445)
  - Concerts per a oboè, orquestra de corda i baix continu (RV 446-465)
  - Concerts per a fagot, orquestra de corda i baix continu (RV 466-504)
  - Concerts per a dos violins i orquestra de corda (RV 505-530)
  - Altres concerts per a dos instruments, orquestra de corda i baix continu (RV 531-548)
  - Concerts per a més violins i orquestra de corda (RV 549-553)
  - Altres concerts per a més instruments, orquestra de corda i baix continu(RV 554-580)
  - Concerts per a violí, dues orquestres de corda i baix continu (RV 581-583)
  - Concerts per a més instruments, dues orquestres i baix continu (RV 584-585)
- Música vocal religiosa RV 586-642
  - Misses i parts de missa (RV 586-592)
  - Salms, etc. (RV 593-611)
  - Himnes, antífones, etc. (RV 612-622)
  - Motets (RV 623-634)
  - Introduccions (RV 635-642)
  - Oratoris (RV 643-645)
  - Contrafacta sacres (RV 646-648)
- Música vocal profana RV 649-740
  - Cantates per a soprano i baix continu (RV 649-669)
  - Cantates per a contralt i baix continu (RV 670-677)
  - Cantates per a soprano amb acompanyament instrumental (RV 678-682)
  - Cantates per a contralt amb acompanyament instrumental (RV 683-686)
  - Serenates (RV 687-694)
  - Òperes (RV 695-740)

El Ryom Verzeichnis és considerat la referència estàndard, tot i haver-hi catàlegs anteriors, entre altres els deguts a Rinaldi (publicat a Roma el 1944), a Pincherle (París, 1948) i a Antonio Fanna (Milà, 1968), aquest últim sols dedicat a les obres instrumentals. El treball de Ryom inclou referències als números assignats a cada obra en els tres catàlegs esmentats.
Amb posterioritat a la seva primera publicació, el catàleg ha anat incorporant altres obres de Vivaldi identificades més tard. Després de l'edició del 2007, Peter Ryom va deixar la continuació del seu treball en mans de Federico Maria Sardelli.